# Znanstvena fantazija
Znanstvena fantazija je mješovit žanr unutar spekulativne fikcije, koji se istovremeno oslanja na ili kombinira elemente znanstvene fantastike i fantazije. Također ponekad uključuje elemente horora.

## Znanstvena fantazija naspram znanstvene fantastike
Praveći razliku između znanstvene fantastike i fantazije, Rod Serling tvrdi kako je "nemoguće postalo moguće", za razliku od potonjeg koje je "nemoguće učinio vjerojatnim". 
Kao kombinacija, znanstvena fantazija pruža znanstvenu podlogu stvarima koje se ne mogu dogoditi u stvarnom svijetu ni pod kojim okolnostima. Dok znanstvena fantastika ne dozvoljava postojanje elemenata fantazije i nadnaravnog, znanstvena fantazija se nedvosmisleno oslanja upravo na njih.

## Povijesni prikaz
Pojam je prvenstveno došao u široku upotrebu nakon što su brojne znanstveno fantazijske priče objavljene u američkim pulp časopisima, kao što su Magic, Inc Roberta Heinleina,  Robovi sna L. Ron Hubbarda i serija Harold Shea Fletchera Pratta i L. Sprague de Campa. Sve su to bile relativno racionalističke priče, objavljene u časopisu Nepoznato Johna W. Campbella. To su bili namjerni pokušaji primjene vještina i stavova znanstvene fantastike na tradicionalno fantazijske teme.
Enciklopedija znanstvene fantastike ističe kako žanr znanstvene fantazije "nikada nije bio jasno definiran", te je najčešće korišten u razdoblju od 1950. do 1966.[3]
Franšiza Zvjezdanih staza je jedan od primjera znanstvene fantazije. Pisac James F. Broderick opisuje Zvjezdane staze kao znanstveno - fantazijski, jer uključuje polufuturističke, kao i nadnaravno/fantastične elemente, kao što je Q.
Poznati pisac znanstvene fantastike Arthur C. Clarke, djelomično se slaže s onima koji tvrde kako su Zvjezdane staze znanstvena fantazije umjesto znanstvene fantastike zbog svojih znanstveno nevjerojatnih djelova.

## Podžanrovi znanstvene fantazije

### Umiruća Zemlja i Postapokalipsa
Priče iz serijala Umiruća zemlja autora Jacka Vancea ponekad se klasificiraju kao znanstvena fantazija jer korištena kozmologija nije spojiva s osnim što se tradicionalno prihvaća kao znanstvena fantastika. 
Knjige iz serijala Shannara autora Terryja Brooksa, predstavljaju fantazijski svijet Zemlje u dalekoj budućnosti nakon što su nadnaravni događaji doveli do propasti civilizacije.
Zadnja dva filma u Mad Max franšizi, sadrže fantazijske elemente u prikazu opustošenog svijeta.

### Planetarna romansa
Radnja planetarne romanse odvija se prvenstveno ili u cijelosti na pojedinom planetu te opisuje njegov krajolik, starosjedilačke narode (ako postoje) i kulture, te nudi znatan djelokrug za znanstvenu fantaziju u smislu fantazijske racionalizacije koja se referira u odnosu na znanstveno fantastične konvencije. 
Serijal Barsoom Edgara Rice Burroughsa vjerojatno je najraniji primjer ovog žanra.
Neki primjeri ovog tipa znanstvene fantazije namjerno čine neprepoznatljivim postojeću nejasnu razliku između paranormalnih moći i čarolije, npr. novela Poula Andersona Kraljica zraka i tame, u kojoj tuđinci koriste svoje mentalne moći iluzije kako bi oponašali mitove o vilama - za koje se tradicionalno misli kako su iluzije.

### Mač i planet
Brojna djela Edgara Ricea Burroughsa potpadaju pod navedenu kategoriju (znanstvena fantazija) jer je u većini slučajeva naglasak na korištenju hladnog oružja unutar arhaično - aristokratskog društvenog sustava. Strip Camelot 3000 te film Krull, također spadaju pod navedenu kategoriju.

### Steampunk
Steampunk je podžanr znanstvene fantazije, ali također može biti podžanr znanstvene fantastike, smještajući vremešnu tehnologiju unutar futurističkog okruženja.

## Linkovi
1. ↑  Malmgren, Carl D. 1988. Towards a Definition of Science Fantasy (Vers une définition de la fantaisie scientifique). Science Fiction Studies. 15 (3): 259–281. JSTOR 4239897
2. ↑  Rod Serling (1962-03-09).
3. ↑  James F. Broderick The Literary Galaxy of Star Trek: An Analysis of Izvori and Themes in the Television Series and Films- chapter sixteen.
4. ↑  Star Trek: Of Gods and Men. Arthur C. Clarke